# Sociálně demokratická fronta
Sociálně demokratická fronta (anglicky Social Democratic Front, francouzsky Front Social Démocrate, SDF) je politická strana v Kamerunu založená roku 1990. Je jednou z hlavních opozičních stran s významnou podporou v anglofonních oblastech v západní části země. Předsedou strany a jejím zakladatelem je John Fru Ndi.

## Historie
Sociálně demokratická fronta byla založena v Bamendě 26. února 1990 jako opoziční strana vystupující proti vládnoucímu Kamerunskému lidovému demokratickému hnutí (CPDM). Po zahájení shromáždění bezpečnostní síly zabily šest lidí. Své ustanovující shromáždění strana uspořádala dne 3. února 1991. Na tomto shromáždění si zvolila i svůj Národní výkonný výbor. Strana odmítla v listopadu 1991 podepsat trojstrannou deklaraci a rozhodla se bojkotovat parlamentní volby, které proběhly v březnu 1992. Volby bojkotovala i Kamerunská demokratická unie (CDU). Důvodem k bojkotu byla neschopnost vlády plnit opoziční požadavky, mezi které patřilo i zřízení nezávislé volební komise, která měla dohlížet na průběh voleb. Nicméně v květnu 1992 strana oznámila, že postaví kandidáta do prezidentských voleb konaných v témže roce. SDF do voleb nominovala svého předsedu Ni Johna Fru Ndiho. Ten v říjnu 1992 ve volbách získal podle oficiální výsledků 36 % hlasů. Ve volbách zvítězil úřadující prezident Paul Biya se ziskem 40 % hlasů.
V parlamentních volbách v roce 1997 získala SDF 43 křesel v Národním shromáždění. Nejlepších výsledků dosáhla v Severozápadním regionu a v Západním regionu. Spolu s Národní unií pro demokracii a pokrok (UNDP) a Kamerunskou demokratickou unií (CDU) se SDF rozhodla bojkotovat prezidentské volby konané v říjnu 1997. V parlamentních volbách v červnu 2002 získala SDF 22 křesel. Přestože v těchto volbách strana ztratila téměř polovinu mandátů oproti předchozím parlamentním volbám, stále dominovala v Severozápadním regionu.
V prezidentských volbách konaných 11. října 2004 kandidoval za SDF opět Ni John Fru Ndi, který podle oficiálních výsledků získal 17,4 % hlasů. I v těchto volbách obhájil funkci prezidenta Paul Biya. V parlamentních volbách v červenci 2007 získala SDF 14 ze 163 mandátů. Další dva mandáty získala strana během dodatečných voleb konaných v září téhož roku. Celkově tak obsadila 16 ze 180 křesel v Národním shromáždění. Zisk těchto dodatečných mandátů byl pro SDF klíčový, protože ji umožnil vytvořit parlamentní skupinu. K jejímu založení bylo nutné získat minimálně 15 křesel. Opět strana získala nejvíce mandátů v Severozápadním regionu.
SDF se ostře postavila proti změně ústavy, která měla Paulu Biyovi umožnit znovu kandidovat v prezidentských volbách v roce 2011. Poslanci této strany bojkotovali parlamentní hlasování v dubnu 2008, ve kterém byla příslušná ústavní novela schválena. Následně SDF vyzvala ke „dni smutku“. Lidé se měli obléknout do černé a zůstat doma.
Existuje spojení mezi ženským hnutím Takembeng a touto politickou stranou. Ženy z Takembengu se často účastní protivládních protestů po boku demonstrantů podporujících SDF.

## Volební výsledky

### Prezidentské volby
| Rok voleb | Stranický kandidát | První kolo | První kolo | Výsledek |
| Rok voleb | Stranický kandidát | Hlasy      | %          | Výsledek |
| --------- | ------------------ | ---------- | ---------- | -------- |
| 1992      | John Fru Ndi       | 1 066 602  | 36,0 %     | nezvolen |
| 1997      | bojkot             | bojkot     | bojkot     | bojkot   |
| 2004      | John Fru Ndi       | 654 066    | 17,40 %    | nezvolen |
| 2011      | John Fru Ndi       | 518 175    | 10,71 %    | nezvolen |
| 2018      | Joshua Osih        | 118 706    | 3,36 %     | nezvolen |

### Parlamentní volby
| Rok voleb | Předseda strany | Hlasy   | %      | Získaná křesla | +/- |
| --------- | --------------- | ------- | ------ | -------------- | --- |
| 1992      | John Fru Ndi    | bojkot  | bojkot | 0/180          |     |
| 1997      | John Fru Ndi    | 685 689 | 23,5 % | 43/180         | ▲43 |
| 2002      | John Fru Ndi    |         |        | 22/180         | ▼21 |
| 2007      | John Fru Ndi    |         |        | 16/180         | ▼6  |
| 2013      | John Fru Ndi    |         |        | 18/180         | ▲2  |
| 2020      | John Fru Ndi    |         |        | 5/180          | ▼13 |